# Marmarik
Marmarik (in armeno Մարմարիկ?, in passato Dali Pasha) è un comune dell'Armenia di 871 abitanti (2008) della provincia di Kotayk'.